# 希臘伊斯蘭教
希臘，國內的穆斯林可分為兩種:奧斯曼帝國時代的穆斯林後代和20世紀後期的移民:前者生活在東馬其頓-色雷斯，後者生活在雅典和塞萨洛尼基。

## 穆斯林在希臘
希臘的穆斯林人口不是同質的，因為它由不同的民族，語言和社會背景組成，往往是重疊的。生活在現在希臘領土上的穆斯林分為數個不同民族:波馬克人，土耳其人，某些羅姆人，希臘裔穆斯林，特別是克里特島，伊庇魯斯和马其顿 (希腊)，主要是在17和18世紀。希臘國內的穆斯林人口由於1923年希臘土耳其人口互換協議的結果而大幅下降，這也使得小亞細亞約1500000希臘人流離失所。
許多希臘北部的穆斯林實際上是來自伊庇魯斯和希臘馬其頓的希臘裔穆斯林，而來自西色雷斯的波馬克族和土耳其族則不用人口互換。希臘政府和官員希望將西色雷斯土耳其人視為希臘穆斯林少數民族的一部分，而不是土耳其的一個少數民族。這項政策旨在給人的印像是，該地區的穆斯林是奧斯曼帝國時代的希臘人的後裔。
根據大多數估計，約一半的希臘穆斯林認為自己是土耳其族。其餘的是說波馬克語和羅姆語的居民。這個社區主要在希臘東北部的西色雷斯，在1923年洛桑條約中他們被允許留下。
除了在色雷斯地區，也有一些穆斯林生活在多德卡尼斯群島，他們是土耳其族，人數約3000人，但不受人口互換影響(因當時是義大利殖民地)。而其他地區如克里特島也有穆斯林，多由希臘東正教徒改宗而來。
波馬克人主要生活在西色雷斯的羅多彼山脈的緊湊型村莊。雖然希臘羅姆人社區主要是希臘東正教徒，但色雷斯的羅姆人主要是穆斯林。
大多位於色雷斯的被認可的穆斯林少數民族的估計人口範圍為98,000至140000（0.9％至1.2％），而非法移民穆斯林社區的數量在200000人至500000人之間，主要在阿塞拜疆和阿爾巴尼亞的非法移民。

## 穆斯林移民在希臘
第一批穆斯林移民大多是埃及人，於二十世紀五十年代初從埃及抵達，集中在該國兩個主要的城市中心雅典和塞薩洛尼基。自1990年以來，來自中東，北非以及阿富汗，巴基斯坦，印度，孟加拉國和索馬里各國的穆斯林移民人數有所增加。然而，大部分穆斯林移民社區來自巴爾幹地區，特別是馬其頓共和國的阿爾巴尼亞人、阿爾巴尼亞以及其他前南斯拉夫的共和國。 自1990年代初東歐共產主義崩潰以來，阿爾巴尼亞工人開始移居希臘，從事低工資工作尋找經濟機會，並帶領家人到雅典和塞薩洛尼基等城市定居。
大多數移民穆斯林社區居住在雅典。為承認他們的宗教權利，希臘政府於2006年7月批准建造一座清真寺。此外，希臘東正教會在雅典西部捐贈了30萬平方英尺（約合2.8萬平方米），價值約2000萬美元的土地，目的是為了作為穆斯林公墓。然而，到2010年，這兩項承諾仍然是虛文。
希臘國內也有反穆斯林的聲音，如金色黎明。